# VV Gendringen
VV Gendringen is een Nederlandse amateurvoetbalvereniging uit de plaats Gendringen (provincie Gelderland), opgericht in 1928. Het eerste elftal speelt in de derde klasse zondag (2024/2025).
Gendringen heeft ongeveer 600 leden. De club is in de jeugd vertegenwoordigd in alle leeftijdscategorieën van jeugd onder 19 (JO19) tot en met de jeugd onder 8 (JO8). Daarvoor werkt zij nauw samen met andere verenigingen in de buurt. Zo heeft de club bij de jeugd de laatste jaren veelvuldig 'gecombineerde' teams gehad met onder andere SDOUC uit Ulft, GWVV uit Varsselder-Veldhunten, VV Etten uit het gelijknamige dorp en SVGG uit Megchelen, waarmee het op dit moment (seizoen 2023/2024) nog steeds 'combiteams' heeft. Daarnaast organiseerde de club enkele jaren een groot jeugdtoernooi (IJsselweide Cup) samen met buurman SDOUC. Tot slot nam de club jarenlang deel in een eigen regionale competitie, die in samenwerking met andere in de buurt gelegen clubs werd georganiseerd onder de naam Streek Soccer League en waarin op een kwart veld 5 vs. 5 gevoetbald wordt door spelers van 8 jaar en jonger. Dit omdat er voor de jongste jeugd geen geschikte door de voetbalbond KNVB georganiseerde competities bestonden. Sinds dit wel het geval is (vanaf het seizoen 2017/2018), is Gendringen hierin vertegenwoordigd. Bij de senioren zijn er op dit moment (seizoen 2022/2023) vijf zondagelftallen en twee zaterdagelftallen bij de mannen en, ook in samenwerking met SVGG, twee zondagelftallen bij de vrouwen.

## Historie
Een rijk archief vertelt veel over de geschiedenis van v.v. Gendringen. Vóór 1914 werd er al gevoetbald in Gendringen onder de naam 'Klein Maar Dapper'. In 1918 duikt de naam D.A.W. (De Aanhouder Wint) op. In het elftal zaten zes spelers uit Gendringen, verder spelers uit het militaire garnizoen dat in Ulft was gelegerd. Het elftal werd bovendien ook nog aangevuld met spelers uit andere delen van de gemeente en zelfs daarbuiten, zodat men van een 'zwaluwenelftal' sprak. Het oefenterrein lag op de Hardenberg, net over de grens linksaf. Door gebrek aan geld kwam de jonge club D.A.W. maar moeilijk van de grond. Blijkbaar dacht men toen ook al aan een vorm van sponsoring of financiële ondersteuning, want een tweetal jonge leden trok de stoute schoenen aan en benaderde onder meer de directeur van de steenfabriek te Wieken, de pastoor, de notaris en de burgemeester. Met enig succes.
Het verhaal gaat dat de notaris een rijksdaalder gaf en dat de huishoudster van de pastoor met een gulden kwam aanzetten. Overigens wel met de beperking dat er geen 'bierkes' van mochten worden gekocht.
In 1928 wordt besloten om deel te nemen aan de competitie van de Geldersche Voetbalbond onder de naam D.A.W er ontstond echter een moeilijkheid omdat er in Amsterdam al een vereniging onder die naam speelde. Geen nood, de nieuwe naam werd: Voetbalvereniging Gendringen. De oprichtingsdatum was 25 augustus 1928. Het voetbalveld wordt een weiland aan de Ulftseweg.
Een eerste wapenfeit is de huur van een definitief terrein dat als voetbalveld kan dienen. Tot 1970 zal de voetbalvereniging gebruikmaken van dit legendarische terrein aan de 'Langenhorst'.
In 1932 telt de vereniging 34 werkende leden en worden twee elftallen ingeschreven. Ook in de oorlogsjaren wordt er gevoetbald in Gendringen. Helaas met een sterk wisselend team. Toch wordt v.v. Gendringen in 1943 kampioen. Van 1943 tot 1945 is er van voetballen geen sprake meer in Gendringen. Na de oorlog moesten veel granaten e.d. van het veld worden verwijderd eer er weer gevoetbald kon worden.
Op 25 januari 1960 krijgt de vereniging koninklijke goedkeuring. Intussen groeit de vereniging en worden er ook jeugdteams ingeschreven. Sportief had de vereniging een goede start. In 1936 voetbalde men al bij de 'grote' KNVB. v.v. Gendringen speelt afwisselend in de 3e en 4e klasse van de KNVB met als uitzondering ook één jaar (seizoen 1989-1990) in de 2e klasse.
In 1970 verhuist men naar het huidige sportcomplex de 'IJsselweide', waar men de beschikking krijgt over meerdere velden. In 1975 wordt het eerste exemplaar van het clubblad de 'Voetzoeker' bij de leden bezorgd. In 1983 wordt de NEC (Nieuwe Evenementen Commissie) opgericht, die ieder jaar borg staat voor een aantal ontspannende activiteiten binnen de club en die niet meer weg te denken is. In 1987 breidt de vereniging uit met het 'damesvoetbal'. Enkele jaren later gevolgd door een zaterdagafdeling. In 2003 werd op uitbundige wijze het 75-jarig bestaan van de vereniging gevierd. Een jaar dat bol stond van de vele activiteiten voor jong en oud en dat werd afgesloten met een feestweekend begin september. De daaropvolgende vier jaar werd alle energie gestoken in de uitbreiding en vernieuwing van de accommodatie. Door het bestuur werd met behulp van vele vrijwilligers een prachtige prestatie geleverd waarop v.v. Gendringen nog jarenlang trots kan zijn. De feestelijke heropening vond eind 2006 plaats.
Het seizoen 2015/2016 ging onder leiding van Hans Hendriksen de boeken in als het succesvolste seizoen in het bestaan van de v.v. Met 2,3 punten per wedstrijd werd het oude seizoensrecord van 45 punten (2012/2013) ruim overtroffen en zodoende staat het huidige record op 59 punten in één seizoen. Er werd ruimschoots meer gescoord (2,6 doelpunten per wedstrijd) dan voorgaande seizoenen, en minder tegendoelpunten geïncasseerd (1,1 per wedstrijd). Helaas was dit ook een recordseizoen voor concurrent RKZVC, dat uiteindelijk aan het langste eind trok en kampioen werd. In het seizoen 2023/2024 kende de club opnieuw een succesvol jaar. Er werd een bijna net zo hoog puntengemiddelde (2,25) gehaald als in 2015/2016, zij het op een niveau lager. Tevens was de doelpuntenproductie dit seizoen ongekend hoog, met gemiddeld 3,3 goals per wedstrijd. Dit was ruim voldoende voor het eerste elftal van de club om het eerste kampioenschap sinds 2004/2005 binnen te halen.

## Klassering sinds seizoen 1996/1997
Dit is de klassering van VV Gendringen sinds het seizoen 1996/1997.
| Seizoen | Klasse | Plaats | Wdstr | Punten | Voor | Tegen |
| ------- | ------ | ------ | ----- | ------ | ---- | ----- |
| 23/24   | 4C     | 1      | 24    | 54     | 79   | 37    |
| 22/23   | 3B     | 11     | 24    | 21     | 42   | 66    |
| 21/22   | 3B     | 9      | 24    | 29     | 47   | 60    |
| 20/21** | 3C     | 7      | 4     | 6      | 13   | 10    |
| 19/20** | 4C     | 1      | 17    | 41     | 48   | 14    |
| 18/19   | 3C     | 14     | 26    | 17     | 38   | 78    |
| 17/18   | 3C     | 6      | 26    | 42     | 63   | 42    |
| 16/17   | 3C     | 4      | 26    | 42     | 53   | 54    |
| 15/16   | 3C     | 2      | 26    | 59     | 68   | 28    |
| 14/15   | 3C     | 4      | 26    | 42     | 55   | 41    |
| 13/14   | 3C     | 7      | 26    | 37     | 47   | 40    |
| 12/13   | 4C     | 3      | 22    | 45     | 51   | 34    |
| 11/12   | 4C     | 8      | 22    | 31     | 45   | 39    |
| 10/11   | 4C     | 7      | 22    | 31     | 40   | 39    |
| 09/10   | 4C     | 5      | 22    | 34     | 49   | 50    |
| 08/09   | 4C     | 3      | 22    | 37     | 46   | 35    |
| 07/08   | 3C     | 11     | 22    | 21     | 32   | 41    |
| 06/07   | 3C     | 5      | 22    | 33     | 35   | 37    |
| 05/06   | 3C     | 2      | 22    | 42     | 35   | 29    |
| 04/05   | 4C     | 1      | 22    | 37     | 57   | 37    |
| 03/04   | 4C     | 4      | 22    | 37     | 49   | 30    |
| 02/03   | 4C     | 2      | 22    | 43     | 45   | 36    |
| 01/02   | 4C     | 3      | 22    | 39     | 48   | 30    |
| 00/01   | 3C     | 12     | 22    | 12     | 20   | 63    |
| 99/00   | 3C     | 9      | 20    | 22     | 34   | 40    |
| 98/99   | 3C     | 8      | 22    | 29     | 31   | 38    |
| 97/98   | 3C     | 2      | 22    | 37     | 31   | 22    |
| 96/97   | 4D     | 2      | 24    | 36     | 38   | 26    |

** Seizoenen 2019/2020 en 2020/2021 werden vroegtijdig afgebroken in verband met de coronacrisis. Weergegeven klassering is positie op het moment van afbreken. Na afloop van  seizoen 2019/2020 gaf de KNVB teams de mogelijkheid 'promotie' aan te vragen. Verzoeken van teams met het beste puntengemiddelde werden gehonoreerd.

## Kampioensjaren
| Seizoen | Klasse | Plaats | Wdstr | Punten | Voor | Tegen |
| ------- | ------ | ------ | ----- | ------ | ---- | ----- |
| 23/24   | 4C     | 1      | 24    | 54     | 79   | 37    |
| 04/05   | 4C     | 1      | 22    | 37     | 57   | 37    |
| 88/89   | 3C     | 1      | 22    | 31     | 45   | 31    |
| 85/86   | 4C     | 1      | 22    | 30     | 36   | 19    |
| 77/78   | 4C     | 1      | 22    | 33     | 46   | 21    |
| 62/63   | ?      | 1      | 20    | 29     | 50   | 32    |
| 41/42   | ?      | 1      | 12    | 21     | 44   | 18    |

## Competitieresultaten 1937–2024
| 8 4E |

| 7 4E |

| 8 4? |

| 7 I |

| 2 4H |

| 1 4H |

|  |

| 5 4K |

|  |

| 3 4L |

| 4 4I |

| 9 4H |

| 7 4H |

| 5 4H |

| 11 4E |

| 12 4F |

|  |

| 3 4F |

| 11 4E |

| 5 4E |

| 6 4E |

| 10 4E |

|  |

|  |

|  |

| 3 4C |

| 1 4D |

| 2 3C |

| 6 3C |

| 5 3C |

| 6 3C |

| 9 3C |

| 7 3C |

| 6 3C |

| 6 3C |

| 6 3C |

| 12 3C |

| 2 4C |

| 4 4C |

| 3 4C |

| 2 4C |

| 1 4C |

| 5 3C |

| 8 3C |

| 11 3C |

| 6 4D |

| 2 4C |

| 3 4D |

| 5 4C |

| 1 4C |

| 6 3C |

| 6 3C |

| 1 3C |

| 10 2A |

| 5 3C |

| 11 3C |

| 3 4D |

| 8 3C |

| 11 3C |

| 2 4D |

| 2 4D |

| 2 3C |

| 8 3C |

| 9 3C |

| 12 3C |

| 3 4C |

| 2 4C |

| 4 4C |

| 1 4C |

| 2 3C |

| 5 3C |

| 10 3C |

| 3 4C |

| 5 4C |

| 7 4C |

| 8 4C |

| 3 4C |

| 7 3C |

| 4 3C |

| 2 3C |

| 4 3C |

| 6 3C |

| 14 3C |

| -- 4C |

| -- 3C |

| 9 3B |

| 11 3B |

| 1 4C |

| Tweede klasse | Derde klasse | Vierde klasse | Noodcompetitie |

In elke staaf van de grafiek staat van boven naar beneden vermeld: 
- Eindnotering

Dit is de positie die de club heeft bereikt in de competitie, zonder eventuele beslissings-, play-off- of nacompetitiewedstrijden die nodig zijn geweest om bijvoorbeeld de kampioen van de competitie te bepalen.
Indien een * achter het getal staat is de notering een tussenstand en kan het zijn dat de notering niet overeenkomt met de uiteindelijke eindstand van de competitie.
Staat er een - dan is het seizoen nog bezig en is er geen definitieve uitslag bekend.
Staat er xx op de positie van de notering, dan heeft de club vroegtijdig de competitie verlaten. Dit kan onder andere komen door terugtrekking van het team, faillissement van de club of door een uitgedeelde straf van de KNVB. In veel gevallen staat elders in het artikel de reden vermeld.
Staat er een ? dan is het resultaat uit het verleden onbekend, en is alleen de competitie of het niveau bekend van dat seizoen.
In de seizoenen 2019/20 en 2020/21 werd wegens de coronacrisis het amateurvoetbal afgebroken. Daardoor kennen deze staven geen eindklassering (middels -- weergegeven).
- Competitieniveau en afdelingsletter of Officiële eindstand Eredivisie
  - Competitieniveau en afdelingsletter

Hierbij geeft het getal het niveau weer, dat ook terug te vinden is in de legenda. De letter is de afdelingsaanduiding en wordt gebruikt wanneer er meer afdelingen zijn op hetzelfde niveau. De afdelingsletter is altijd een hoofdletter en wordt meestal zonder nummer gebruikt.
Voorbeeld: 2F is niveau 2e klasse competitie F.
Het competitieniveau en nummer wordt niet vermeld wanneer er slechts één competitie van dit niveau was.
  - Officiële eindstand Eredivisie (getal staat tussen haakjes vermeld)

Sinds de introductie van play-offwedstrijden voor Europees voetbal na afloop van de reguliere competitie in 2005/06, is de KNVB verplicht een eindstand van de Eredivisie door te geven aan de UEFA aan de hand van deze play-offwedstrijden.
Bij deze eindstand staan clubs die zich hebben gekwalificeerd voor Europees voetbal hoger dan clubs die zich niet wisten te kwalificeren. Indien er geen verschil was tussen de eindnotering en de officiële eindstand, staat dit getal niet vermeld.

- Onderafdeling

Hier staat afgekort de naam van de onderafdeling indien de club in dat jaar in een onderafdeling uitkwam. Tevens staat deze afkorting in de legenda en wordt gelinkt naar het artikel over deze onderafdeling. Deze afkorting wordt alleen vermeld wanneer de club in het verleden in verschillende onderafdelingen heeft gespeeld. Deze vermelding is in de staaf altijd in kleine letters. Deze onderafdelingen zijn na het seizoen 1995/96 afgeschaft. Heeft de club in slechts één onderafdeling gespeeld, dan is dit alleen terug te vinden in de legenda.
Onder de staaf staat het jaartal vermeld waarin het seizoen is afgesloten. 15 verwijst naar het seizoen 2014/15 of eventueel het seizoen 1914/15.
Wanneer een staaf leeg is, zijn deze gegevens niet bekend. Het kan ook zijn dat de club dat seizoen niet heeft meegespeeld op het hogere amateurniveau, vroegtijdig de competitie heeft verlaten of uit de competitie is gezet.

In het seizoen 1944/45 was er wegens de Tweede Wereldoorlog geen regulier competitievoetbal.

## Bekende (oud-)spelers
- Henk Overgoor (De Graafschap)
- Frank Lukassen (De Graafschap/Heracles Almelo)